# Umbrone
Umbrone (in latino Umbro) è un personaggio dell'Eneide di Virgilio, citato nei libri VII e X.

## Il mito

### Le origini
Nel poema virgiliano, Umbrone è il giovane condottiero inviato dal re dei Marsi Archippo in appoggio a Turno nella guerra contro i troiani sbarcati nel Lazio. Egli è anche sacerdote, medico e incantatore di serpenti; un ramo d'olivo adorna il suo elmo. Tutte queste notizie si apprendono nel catalogo degli alleati italici di Turno, come si legge nel libro VII.

### La morte
Nel libro VII, dopo aver presentato Umbrone, Virgilio fornisce un'anticipazione sul destino del personaggio, il quale perirà in guerra, nulla potendo la sua abilità di medico, per mano di Enea. Infatti nel libro X questi uccide il capo marso, e prima di lui un altro eminente italico, il semidio Ceculo, figlio di Vulcano. I due condottieri muoiono mentre eroicamente cercano di contrastare Enea che sta portando scompiglio nelle schiere italiche, irato per l'uccisione del diletto amico Pallante.

## Omaggi
- Gli è stata intitolata una via nel comune abruzzese di Pescina.

## Fonti
- Virgilio, Eneide, libri VII e X.